# Aagtekerke
Aagtekerke (51° 33′ N, 3° 31′ L) é uma cidade dos Países Baixos, na província de Zelândia. Aagtekerke pertence ao município de Veere, e está situada a 9 km, a noroeste de Middelburg.
Em 2001, a cidade de Aagtekerke tinha 936 habitantes. A área urbana da cidade é de 0.22 km², e tem 296 residências. 
A área de Aagtekerke", que também inclui as partes periféricas da cidade, bem como a zona rural circundante, tem uma população aproximadamente de 1480.